# Паритет
Паритет (лат. paritas — рівність) — рівноцінність двох або кількох цілей, факторів, коштів, рівність прав і обов'язків.